# Conferința de la Wannsee

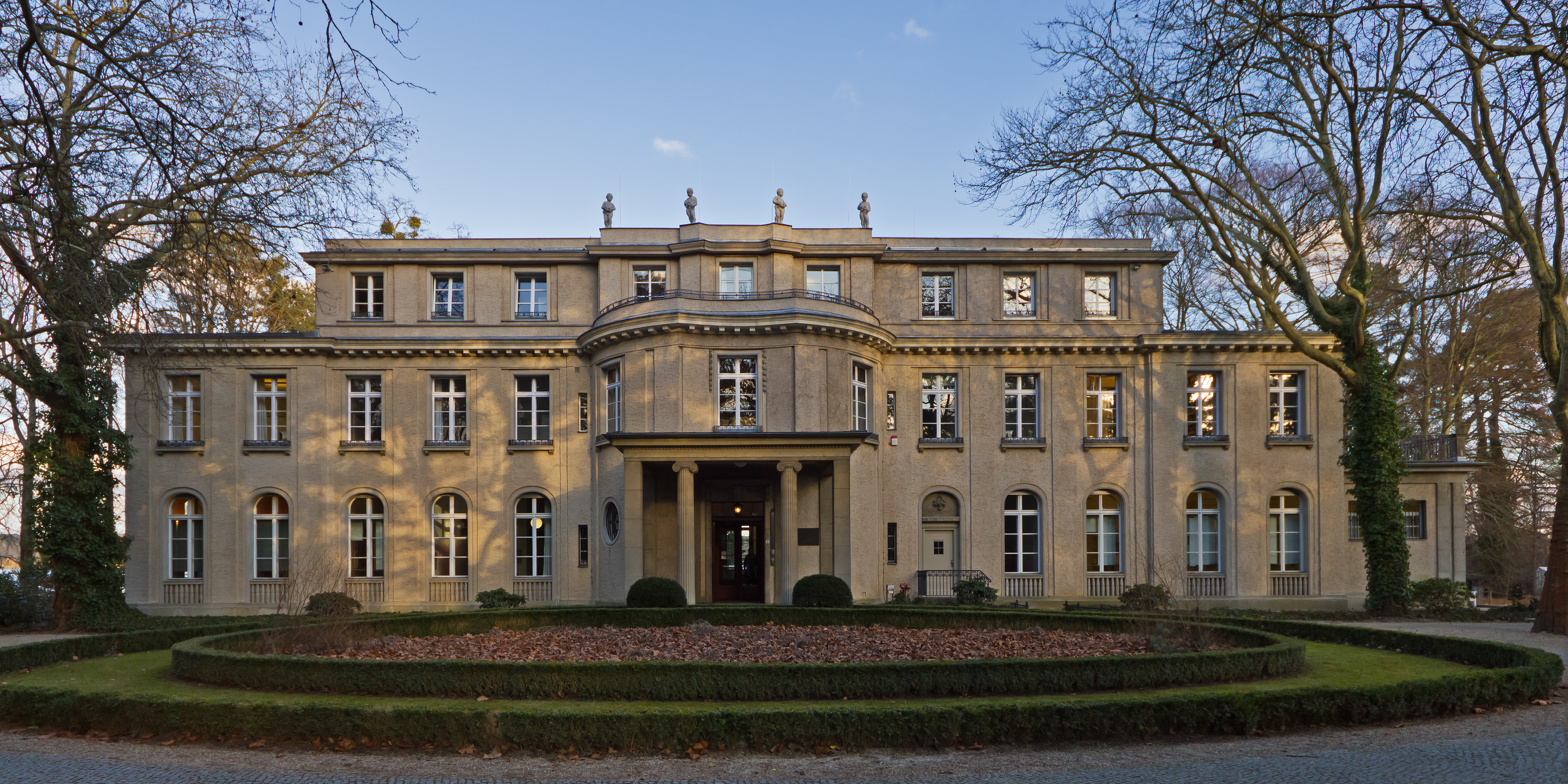
Vila de pe malul lacului Wannsee (la adresa 56 - 58 Am Grossen Wannsee), unde s-a ținut Conferința de la Wannsee în 20 ianuarie 1942

Conferința de la Wannsee a fost o întâlnire a oficialilor superiori ai Germaniei naziste, ținută în suburbia Wannsee a Berlinului în ziua de 20 ianuarie 1942.
Scopul conferinței, care a fost prezidată de Reinhard Heydrich, a fost informarea oficialilor naziști și înalților administratori guvernamentali despre planurile de aplicare a "Soluției finale a problemei evreiești", precum și asigurarea colaborării instituțiilor germane din punct de vedere logistic, mijloace de transport, alocarea de detașamente de pază, asigurarea secretului acțiunilor, propaganda, etc.

### Lista participanților

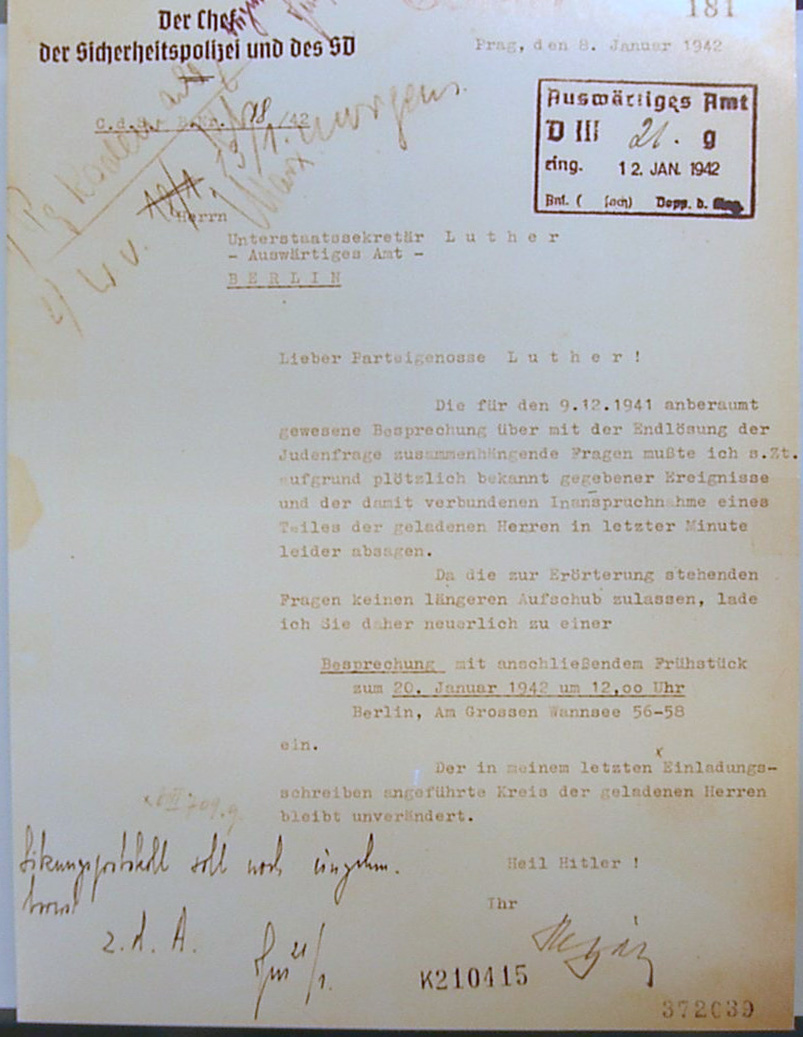
Invitația subsecretarului Martin Luther la Conferința Wannsee, din partea lui Reinhard Heydrich

Într-o zi de iarnă, în 20 ianuarie 1942, au fost convocați într-o vilă izolată de pe malul lacului Wannsee, la periferia Berlinului următorii fruntași ai Germaniei naziste:
| Nume                                       | Imagine | Titlu | A reprezentat organizația                                 | Sub conducerea:                                                                                          |
| ------------------------------------------ | ------- | --- | --------------------------------------------------------- | --- |
| SS-Obergruppenführer Reinhard Heydrich     |         | Președinte, Comandantul RSHA Adjunctul Reich Protector al Boemiei și Moraviei                                                    | Schutzstaffel                                             | Reichsführer-SS Heinrich Himmler                                                                         |
| Dr. Josef Bühler                           |         | Secretar de stat | Guvernatorul General al Poloniei                          | Guvernator general Dr. Hans Frank                                                                        |
| Dr. Roland Freisler                        |         | Secretar de stat | Ministerul de Justiție al Reich-ului                      | Ministrul de Justiție Dr. Franz Schlegelberger                                                           |
| SS-Gruppenführer Otto Hofmann              |         | Șeful Comandamentului Central de Rasă și Reașezare SS (RuSHA)                                                                    | Schutzstaffel                                             | Reichsführer-SS Heinrich Himmler                                                                         |
| SS-Oberführer Dr. Gerhard Klopfer          |         | Secretar permanent | Cancelaria Partidului Nazist                              | Comandantul Cancelariei Partidului, Martin Bormann                                                       |
| Friedrich Wilhelm Kritzinger               |         | Secretar permanent | Cancelaria Reichului                                      | Ministrul și Șeful Cancelariei Reich-ului Dr. Hans Lammers                                               |
| SS-Sturmbannführer Dr. Rudolf Lange        |         | Comandantul SiPo si SD pentru districtul Lituania Comandant adjunct al SiPo și SD pentru Reichskommissariat Ostland.             | SiPo si SD, RSHA, Schutzstaffel                           | General de brigadă-SS (germană SS-Brigadeführer) și general-maior de poliție Dr. Franz Walter Stahlecker |
| Dr. Georg Leibbrandt                       |         | Reichsamtleiter | Ministerul pentru teritoriile ocupate din est             | Reich Minister pentru teritoriile ocupate din est Dr. Alfred Rosenberg                                   |
| Martin Luther                              |         | Sub-secretar | Ministerul de Externe al Reich-ului                       | Ministrul de Externe al Reich-ului Joachim von Ribbentrop                                                |
| Dr. Alfred Meyer                           |         | Gauleiter Secretar de Stat și ministru-adjunct la                                                                                | Ministerul pentru Teritoriile Ocupate din Est             | Ministrul pentru Teritoriile Ocupate din Est, Dr. Alfred Rosenberg                                       |
| SS-Gruppenführer Heinrich Müller           |         | Comandantul Amt IV (Gestapo) | Oficiul de Securitate al Reich-ului (RSHA), Schutzstaffel | Comandantul RSHA SS-Obergruppenführer Reinhard Heydrich                                                  |
| Erich Neumann                              |         | Secretar de Stat | Oficiul Autorității „Planului de patru ani”               | Autoritatea „Planului de patru ani” Hermann Göring                                                       |
| SS-Oberführer Dr. Karl Eberhard Schöngarth |         | Comandant al SiPo și SD | SiPo si SD, RSHA, Schutzstaffel                           | Comandantul RSHA SS-Obergruppenführer Reinhard Heydrich                                                  |
| Dr. Wilhelm Stuckart                       |         | Secretar de Stat | Ministerul de Interne al Reich-ului                       | Ministrul de Interne al Reich-ului Dr. Wilhelm Frick                                                     |
| SS-Obersturmbannführer Adolf Eichmann      |         | Secretarul Conferinței (a scris protocolul), Directorul Biroului IV B4 al Gestapo-ului, responsabil cu aplicarea soluției finale | Gestapo, RSHA, Schutzstaffel                              | Comandantul Amt IV SS-Gruppenführer Heinrich Müller                                                      |

În cadrul documentelor pentru Conferință Adolf Eichmann a pregătit două liste, A și B care cuprindeau numărul de evrei care urmau să fie exterminați, defalcați pe țări: lista A cuprindea țările aliate (România), ocupate, ocupate parțial (Franța), sau aflate sub control german, iar lista B, state aflate sub influența germană, neutrale, sau în stare de război cu Germania (spre exemplu, Estonia fusese declarată purificată de evrei (în originalul germană : judenfrei), iar circa 1.000 de evrei care rămăseseră în Estonia după ocupația germană au fost exterminați la finele anului 1941). 

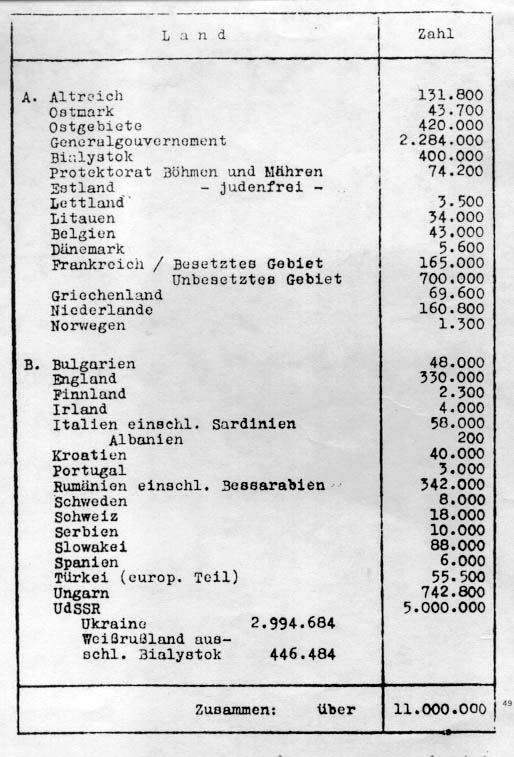
Listele lui Adolf Eichmann

#### ListaAde evrei
- Germania: 131.800
- Austria: 43.700
- Polonia - zona anexată de Reich]: 420.000
- Polonia - zona ocupată: 2.284.000
- Districtul Bialistok (în Polonia de est aflată sub administrație germană civilă): 400.000
- Protectoratele Boemia și Moravia: 74.200
- Estonia: judenfrei
- Letonia: 3.500
- Lituania: 34.000
- Belgia: 43.000
- Danemarca: 5.600
- Franța - teritoriile ocupate: 165.000
  - Franța „liberă” (Vichy): 700.000
- Grecia: 69.600
- Olanda: 160.800
- Norvegia: 1.300

#### ListaB
- Bulgaria: 48.000
- Anglia (adică, Marea Britanie): 330.000
- Finlanda: 2.300
- Irlanda: 4.000
- Italia - inclusiv Sardinia: 58.000
- Albania: 200
- Croația: 40.000
- Portugalia: 3.000
- România - inclusiv Basarabia: 342.000
- Suedia: 8.000
- Elveția: 18.000
- Serbia: 10.000
- Slovacia: 88.000
- Spania: 6.000
- Turcia - partea europeană: 55.500
- Ungaria: 742.800
- URSS: 5.000.000 - inclusiv subtotalele pentru:
  - Belarus, în afară de Bialistok: 446.484
  - Ucraina: 2.994.684

Total: peste 11.000.000 de evrei
Pentru comparare, a se vedea Listele de evrei din Raportul Korherr din 18 ianuarie 1943.